# Campeonato Italiano de Rugby 1956-57
El Campeonato de Rugby de Italia de 1956-57 fue la vigésimo séptima edición de la primera división del rugby de Italia.

## Sistema de disputa
En la primera fase, los equipos disputaron una fase grupal, en donde en cada uno de los equipos enfrentaba a sus rivales en condición de local y de visitante, finalizada la fase de grupos, los mejores dos equipos clasifican a la fase final.
En la segunda fase, los equipos nuevamente se distribuyen en dos grupos, en donde el mejor clasificado disputará la final por el título de la competición.

## Desarrollo
- Tabla de posiciones:[1]

### Fase Final

#### Grupo A
| Pos. | Equipo          | Encuentros | Encuentros | Encuentros | Encuentros | Tantos | Tantos | Tantos | Puntos |
| Pos. | Equipo          | PJ         | PG         | PE         | PP         | F      | C      | Dif    | Puntos |
| ---- | --------------- | ---------- | ---------- | ---------- | ---------- | ------ | ------ | ------ | ------ |
| 1.º  | Rugby Parma     | 6          | 4          | 0          | 2          | 62     | 38     | +24    | 8      |
| 2.º  | Petrarca Padova | 6          | 4          | 0          | 2          | 54     | 22     | +32    | 8      |
| 3.º  | Treviso         | 6          | 4          | 0          | 2          | 43     | 36     | +7     | 8      |
| 4.º  | Lazio           | 6          | 0          | 0          | 6          | 9      | 72     | -63    | 0      |

|  | Finalista. |

#### Grupo B
| Pos. | Equipo            | Encuentros | Encuentros | Encuentros | Encuentros | Tantos | Tantos | Tantos | Puntos |
| Pos. | Equipo            | PJ         | PG         | PE         | PP         | F      | C      | Dif    | Puntos |
| ---- | ----------------- | ---------- | ---------- | ---------- | ---------- | ------ | ------ | ------ | ------ |
| 1.º  | CUS Torino        | 6          | 5          | 0          | 1          | 51     | 20     | +31    | 10     |
| 2.º  | Rovigo            | 6          | 3          | 1          | 2          | 40     | 49     | -9     | 7      |
| 3.º  | A.S. Rugby Milano | 6          | 3          | 0          | 3          | 32     | 33     | -1     | 6      |
| 4.º  | A.S. Roma         | 6          | 0          | 1          | 5          | 23     | 44     | -21    | 1      |

|  | Finalista. |

### Final
| 23 de junio de 1957 | CUS Torino | 3 - 3 | Rugby Parma |  |  |

| 29 de junio de 1957 | Rugby Parma | 17 - 0 | CUS Torino |  |  |

| Bandera de Italia   |
| Campeón Rugby Parma |
| Tercer título       |